# Nils Knaust
Nils Jacob Knaust, född 5 maj 1887 i Sundsvall, död 21 juni 1962 i Byn, Sköns socken, var en svensk ingenjör.
Nils Knaust var son till Adolf Fredrik Knaust. Efter mogenhetsexamen i Sundsvall 1907 och avgångsexamen från Tekniska högskolan som kemist 1911 var han 1911–1912 assistent hos professor Wilhelm Palmær. Han studerade vid Technische Hochschule i Zürich 1912–1913, var anställd vid Alby carbidfabriks AB i Alby 1913–1922 och blev 1922 kemist och senare el- och driftsingenjör i Stockholms Superfosfat Fabriks AB vid dess avdelning i Ljungaverk, Medelpad. Från 1941 var han överingenjör där. Knaust var kontrollant och ledamot av styrelsen i Sundsvalls enskilda banks kontor i Ånge 1917–1932 och ledamot av styrelsen för Hotell Knaust AB 1921–1947. Han företog flera utländska studieresor och publicerade ett antal uppsatser i tekniska frågor.